# Kevin Van Damme
Kevin Van Damme (Roeselare, 12 juni 1990) is een Belgisch voetbalscheidsrechter. Hij debuteerde in de Jupiler Pro League tijdens het seizoen 2017/2018.

## Carrière
Van Damme volgde in 2007 zijn scheidsrechterscursus en mocht in het seizoen 2013/2014 promoveren naar nationale afdelingen. In 2015 promoveerde Van Damme naar de Proximus League waar hij op 15 maart 2015 zijn eerste wedstrijd floot. De wedstrijd Woluwe Zaventem - Seraing RFC eindigde toen op 1-3. Datzelfde jaar floot Van Damme zijn eerste wedstrijd in de Nederlandse Eerste divisie. Helmond Sport - VVV Venlo (3-1) was daar zijn debuut op 17 april 2015. 
Tussen 2015 en 2018 was Van Damme actief in de Proximus League alvorens hij zijn debuut maakte in de Jupiler Pro League op 5 mei 2018. De Play-Off II-wedstrijd tussen Waasland-Beveren en Moeskroen (3-2) was zijn debuut. 
Sinds het seizoen 2018/2019 is Van Damme semi-professioneel scheidsrechter voor de KBVB.